# 松岡裕喜
松岡 裕喜（YUKI MATSUOKA、1984年生まれ）は　日本・兵庫県出身の画家・芸術家である。

## 経歴
幼少期はいじめに遭い、当時は生きる希望を喪失していた。また人と関わることやコミュニケーション、自己表現が苦手になり、それが長きに渡ってコンプレックスとなっていた。
2020年から絵を描き始め、芸術がコミュニケーションや自己表現の手段となり、全ての感情を晒せる「我がままで居られる場所」であることを知る。
2022年　ギャラリーに所属していなければ参加できない個人参加不可の展覧会への参加や、自身と同様に個人で活動する芸術家をバックアップするため、アートギャラリー開設を決意。クラウドファンディングで13,213,000円の資金調達に成功し、2023年1月 自身の活動拠点である兵庫県姫路市に Raft Art Gallery（ラフトアートギャラリー）を開設。
画家として活動する傍ら、兵庫県姫路市にアトリエ兼セレクトアパレルショップ　Himejienを手掛け、同じエリアでそれぞれ別の事業を手掛ける仲間と共に結成したバンド ザ・ヒメジエンズでギタリストもつとめる。
ザ・ヒメジエンズは2023.4.29開催の「ザ・ヒメジエンズLAST LIVE〜神戸カオスナイト〜」にて解散することが発表されている。

## 過去の出展
- 2021年 10月 兵庫県立美術館ギャラリー棟3階 （Hyogo）
- 2022年 1月 M.A.D.S Art  Gallery（Milano&Metaverse）
- 2022年 3月 World Art Dubai 2022 （Dubai)
- 2022年 3月 M.A.D.S Art Galley（Milano&Metaverse）
- 2022年 8月 The Rule展（Tokyo）
- 2022年 9月 千疋屋ギャラリー出展（Tokyo）※現代アーティスト賞　受賞
- 2022年 12月 100人のARTノートプロジェクト ※ONART賞 受賞
- 2022年 12月 Casa Milà "La Pedrera" 出展 （Barcelona）

## 今後の出展
- 2023年 2月 上野の森美術館出展（Tokyo）
- 2023年 4月 Carrousel du Louvre 2023 出展（Paris）
- 2023年 4月 MINERVA 2023 京都市京セラ美術館 本館2階出展（Kyoto）
- 2023年 7月 MINERVA 2023 MALL GALLERIES出展（London）
- 2023年 10月 ダヴィンチとの共鳴（Amboise）
- 2023年 11月  ART BLEND2023 出展（Firenze）

- 2024年 2月 上野の森美術館出展（Tokyo）